# Óscar Sonejee
Óscar Sonejee Masand (Andorra la Vella, 26 marzo 1976) è un ex calciatore andorrano di origini indiane, di ruolo centrocampista.

## Carriera

### Club
Inizia la sua carriera professionistica con l'FC Andorra, che, pur avendo sede nell'omonimo Stato, svolge i suoi campionati nelle serie minori spagnole, e vi resta per 11 anni consecutivi ad eccezione della stagione 2001-02, trascorsa con il Sant Julià, squadra della massima divisione andorrana.
Dal 2008 in poi ritorna a giocare nel campionato andorrano, con il Santa Coloma (fino al 2012) e con i Lusitans per la stagione 2012-2013. La stagione successiva torna all'FC Andorra. Per la stagione 2014-2015 fa ritorno ai Lusitans, mentre dalla stagione 2015-2016 è tornato a giocare per il Sant Julià.

### Nazionale
Dall'età di 21 anni e fino all'età di 39 anni ha giocato con la nazionale andorrana, con la quale ha collezionato 106 presenze e 4 reti. Grazie a questi numeri, Sonejee risulta il secondo giocatore per numero di presenze e per numero di reti della nazionale di Andorra, alle spalle di Ildefons Lima.

## Palmarès

### Club
- Primera Divisió: 2

FC Santa Coloma: 2009-2010, 2010-2011
- Copa Constitució: 2

FC Santa Coloma: 2008-2009, 2011-2012
- Supercoppa d'Andorra: 1

FC Santa Coloma: 2008